# Tony Hateley
Tony Hateley (* 13. Juni 1941 in Derby; † 1. Februar 2014 in Preston, Lancashire) war ein englischer Fußballspieler.

## Karriere
Hateley begann seine Profikarriere bei Notts County im Jahr 1958. In Nottingham spielte der Stürmer fünf Jahre und erzielte 77 Ligatore. 1963 wechselte er nach Birmingham zu Aston Villa. In drei Jahren bei den Villans wurde er 127 Mal in Meisterschaftsspielen eingesetzt und erzielte dort 68 Tore. Nach diesen erfolgreichen Spielen wurde er 1966 vom FC Chelsea für die damalige Rekordsumme von 100.000 Pfund verpflichtet. Hateley musste den damals verletzten Peter Osgood ersetzen, was dem Engländer nicht gelingen konnte. Sein größtes Problem bei den Blues war, dass er nicht mit den Flanken gefüttert wurde, die er als starker Kopfballspieler brauchte. Im Juni 1967 wurde er für 96.000 Pfund an den FC Liverpool verkauft. Nach der Zeit bei den Reds spielte Hateley ein Jahr bei Coventry City und ein Jahr bei Birmingham City. 1970 kehrte er zu seinem Stammverein Notts County zurück. 1973 wechselte er das letzte Mal zu einem Profiverein. Er spielte noch für ein Jahr bei Oldham Athletic, dazu im Jahr 1974 kurzzeitig für die Boston Minutemen in den USA.
Sein Sohn ist der ehemalige englische Fußballnationalspieler und nunmehrige Trainer Mark Hateley.